# سرو خانزادیان
سرو نیکلای خانزادیان ارمنی: Սերո Նիկոլայի Խանզադյան؛ انگلیسی: Sero Ḥanzadyan؛ زاده ۲۰ نوامبر ۱۹۱۶ - درگذشته ۲۶ ژوئن ۱۹۹۸) نویسنده اهل ارمنستان بود.

## زندگی‌نامه
خانزادیان در شهر گوریس، در استان سیونیک به دنیا آمد. تحصیلات خود را در کالج پداگوژیکال گوریس به پایان رساند سپس به عنوان معلم شروع به کار کرد وی در سن ۱۸ سالگی داوطلبانه به ارتش سرخ پیوست در سال ۱۹۵۰ اولین رمان خود را به جاپ رساند. وی در روز ۲۶ ژوئن ۱۹۹۸ میلادی در سن ۸۱ سالگی در ایروان درگذشت و در پانتئون کومیتاس به خاک سپرده شد.

## کتابشناسی
- Red Lily (۱۹۵۸)
- Mkhitar Sparapet مخیتار سپاراپت (۱۹۶۱ رمان تاریخی)
- Lost Trail (۱۹۶۴)
- After the rain (۱۹۶۹)
- The Dawn of Sevan (۱۹۷۴)
- Speak , mountains of Armenia (۱۹۷۶)
- Star of Hope
- The Canyon of Deserted tale
- Earth
- The Battle Days

- غارنشینان (ترجمه آندرانیک خچومیان)